# Nairo Quintana
Nairo Quintana (Cómbita, 1990. február 4.–) kolumbiai kerékpárversenyző, a 2014-es Giro d’Italia és a 2016-os Vuelta ciclista a España győztese. Testvére, Dayer szintén kerékpárversenyző.

## Pályafutása
Quintana egy szegényebb, vidéki földművelő családból származott. Iskolába csak egy 16 kilométeres út megtétele után tudott csak eljutni, ám a gyaloglástól gyakran elfáradt. Sok testvére miatt nem maradt pénzük tömegközlekedésre, így Nairo kapott egy biciklit, hogy azzal járhasson tanulni. Később már néhány versenyen is elindult, mialatt a szülei egy boltot vezettek, ahol gyümölcsöt és gabonát árultak.
Quintana számára az egyetemi továbbtanulás elérhetetlennek bizonyult, ő katonai pályafutásra készült. Ez előtt azonban folytatta a versenyzést, melynek részvételi díjait egész érdekes módon fizették ki. Mivel a verseny előtt nem volt elég pénzük elrendezni, az apja megbeszélte a szervezőkkel, hogy csak a verseny után fizeti ki a pénzdíjból. Nairo azonban a versenyeit általában megnyerte, így nem volt probléma az ígéretek teljesítésével.
Első hivatalos szerződését 2009-ben ajánlotta neki egy helyi csapat, a Boyacá Es Para Vivirla. A következő két évre a Columbia Es Para csapathoz szerződött, valamint a kolumbiai nemzeti csapat színeiben első rangosabb győzelmét aratta a 2010-es Tour de l'Avenir összetettjének megnyerésével. A diadal után még a kolumbiai elnök is meghívta magához, hogy megköszönje az országa nevében.
2012-re ennek a győzelemnek köszönhetően szerződést kapott a Movistar Teamtől.

### 2013
Miután 2012-ben a Vueltán első háromhetesét teljesítette, a következő évben már a Tour de France-on indulhatott. Itt a 8., 15. és 18. szakaszon is támadott, ám csak az utóbbit volt képes megnyerni, aminek köszönhetően az összetett második helyére jött fel. Így már rögtön az első Tour de France-án dobogón végzett, megnyerte a hegyi pontversenyt és a fiatalok versenyét is.

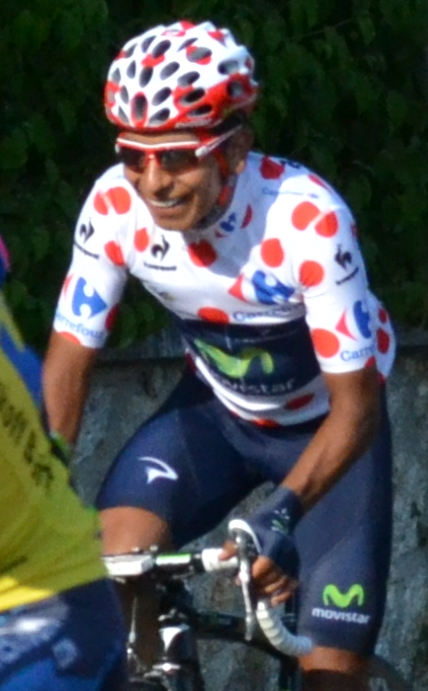

### 2014
A következő évben Quintana a Girón indult a Tour helyett. A hatodik szakaszon balesetbe keveredett, ami miatt több, mint kétperces hátrányba került. Ezek után a különbséget csökkenteni tudta a vezető Uránhoz képest, de az áttörésre a 16. szakaszig kellett várni, amikor is egy megosztó szakaszon 4 percet adott Uránnak és átvette a vezetést az összetettben. A későbbi hegyi időfutamon is győzni tudott, amivel bebiztosította első Grand Tour győzelmét, és egyben a fiatalok versenyét is megnyerte.

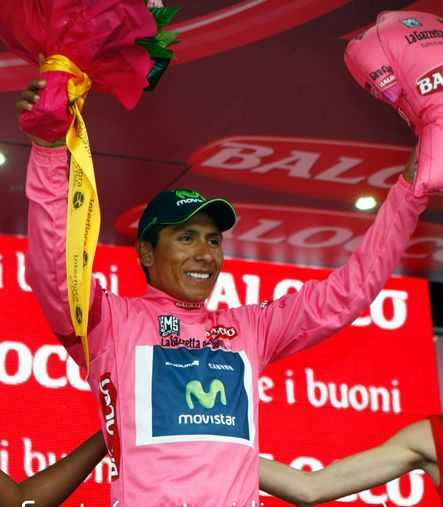
Quintana a 2014-es Girón a rózsaszín trikóban

Az év végén még elindult a Vueltán is, de bukás miatt feladni kényszerült.

### 2015
2015-ben ismét a Tourral próbálkozott, azonban már a második szakaszon hátrányba került az oldalszél miatt Chris Froome-hoz képest. Quintana azonban az utolsó szakaszig próbált faragni a hátrányából, az Alpe d’Huezen csapattársai segítségével hozott fél percet Froome-on, amivel ismét az összetett második helyén végzett a legjobb fiatalként.
Ezek után ismét elindult a Vueltán, ám egészségi állapota miatt már az elején nagy hátrányt szedett össze Fabio Aruhoz képest. Az utolsó szakaszokra azonban rendbe jött, szépen lépegetett előre az összetettben, majd az utolsó szakaszon is támadott aminek hála az összetett negyedik helyén végzett.

### 2016
2016-ra nem változtak Quintana tervei, továbbra is egy Tour győzelem volt a célja az évben. Azonban a háromhetes verseny nagy része során allergiával küzdött, azonban így is képes volt a dobogón végezni. Az azelőtti évhez hasonlóan ismét megpróbálkozott a Vuelta megnyerésével, ezúttal több sikerrel. A 15. szakaszon Alberto Contadorral karöltve támadott az első kilométereken, aminek köszönhetően Chris Froome és csapata leszakadt, több, mint 2 perc hátrányt összeszedve. Quintana az utolsó szakaszokon visszaverte a támadásokat és megszerezte második háromhetes győzelmét.

### 2017

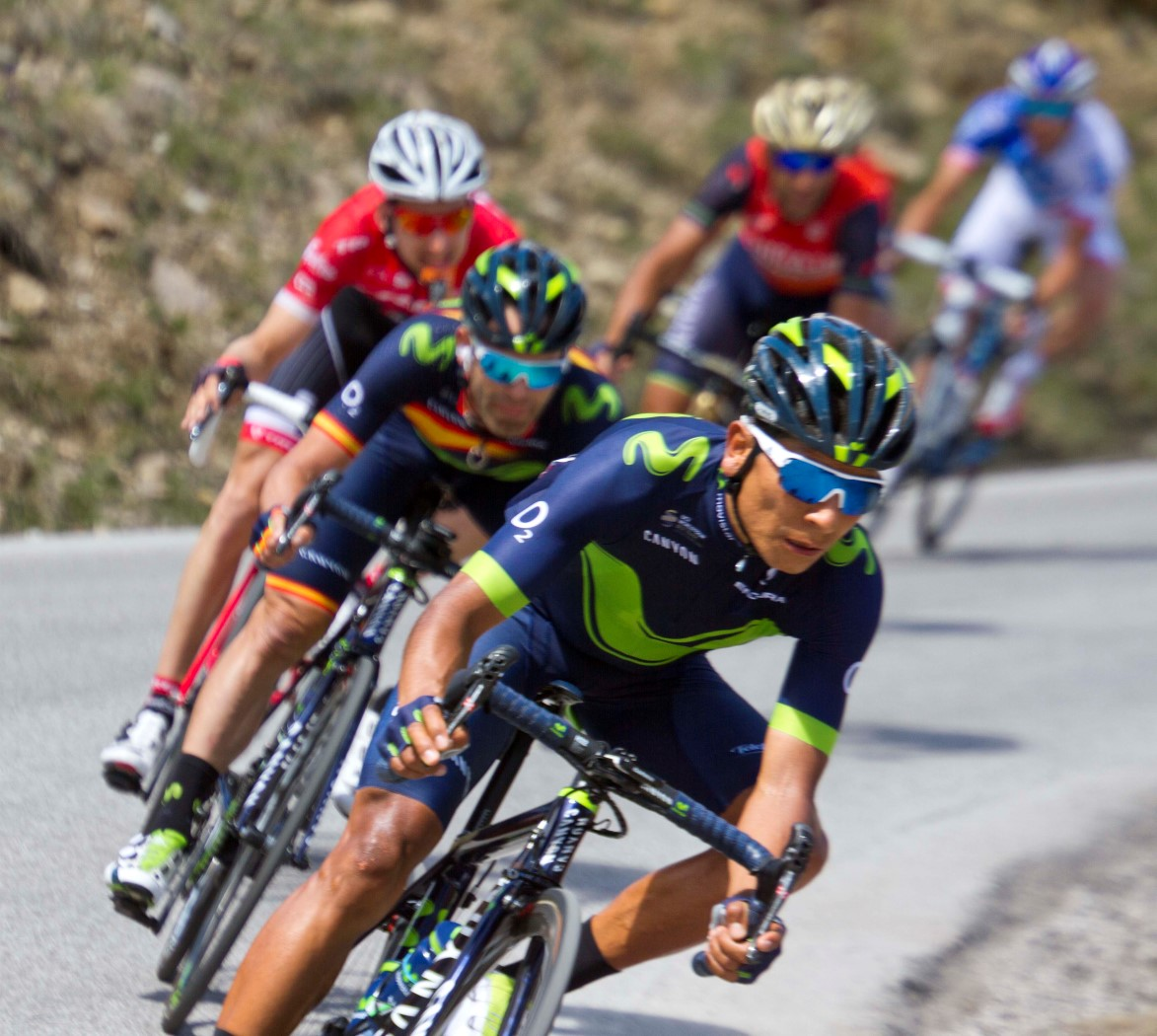
Quintana a 2017-es Girón

2016 decemberében Quintana bejelentette, hogy megpróbálja a Giro-Tour duplát, azaz megnyerni mindkét háromhetest egymást után. A Girón az első időfutamig jól tartotta magát, ott azonban kétperces hátrányt szedett össze. A 16. szakaszon azonban Tom Dumoulin gyomorproblémákkal küzdött, ami után Quintana hátránya 31 másodpercre csökkent. A 19. szakaszon azonban Quintana egy perccel előzte meg Dumoulint, amivel átvette tőle a rózsaszín trikót. Ezt sikerült az utolsó szakaszig megőriznie, ami azonban Nairo balszerencséjére egy időfutam volt, és az előzetes becslésekkel egyetértésben Dumoulin át is vette tőle az első helyet, és megnyerte a Girót Quintana előtt.
A Giro után a Tour nem úgy sikerült számára ahogyan azt eltervezte, nem volt képes lépést tartani az esélyesekkel, amivel 12. lett 15 percnyi hátránnyal.
2019 szeptemberében bejelentette, hogy három évig az Arkéa–Samsic versenyzője lesz.

### 2020
Júliusban egy edzés során elütötte egy kocsi. Augusztusban térdproblémái miatt feladta a Critérium du Dauphinét. Ezután rajthoz állt a Tour de France-on, ahol többször is bukott és tizenhetedik lett. Októberben mindkét térdét megműtötték.

### 2022
A Tour de France-on hatodik lett. Augusztusban az UCI utólag kizárta a versenyből, mert a verseny alatt két alkalommal is tramadolt (fájdalomcsillapító) mutattak ki a mintájából. A szer verseny alatti használata tilos, de nem minősül doppingolásnak, ezért eltiltást nem kapott. Ezután lemondta az indulását a Vueltán. Ugyanekkor 2025-ig meghosszabbította a szerződését az Arkéával. Október elején bejelentette, hogy a szerződés hosszabbítás nem került aláírásra, csak szóbeli megállapodás volt, így az év végén távozik a csapattól.

## Eredményei
| Grand Tour versenyek  | Grand Tour versenyek | Grand Tour versenyek | Grand Tour versenyek | Grand Tour versenyek | Grand Tour versenyek | Grand Tour versenyek | Grand Tour versenyek | Grand Tour versenyek | Grand Tour versenyek | Grand Tour versenyek |
| Grand Tour            | 2011                 | 2012                 | 2013                 | 2014                 | 2015                 | 2016                 | 2017                 | 2018                 | 2019                 | 2020                 |
| --------------------- | -------------------- | -------------------- | -------------------- | -------------------- | -------------------- | -------------------- | -------------------- | -------------------- | -------------------- | -------------------- |
| Giro d’Italia         | –                    | –                    | –                    | 1                    | –                    | –                    | 2                    | –                    | –                    | –                    |
| Tour de France        | –                    | –                    | 2                    | –                    | 2                    | 3                    | 12                   | 10                   | 8                    | 17                   |
| Vuelta a España       | –                    | 36                   | –                    | Ki                   | 4                    | 1                    | –                    | 8                    | 4                    | –                    |
| Egyéb főbb versenyek  |                      |                      |                      |                      |                      |                      |                      |                      |                      |                      |
| Verseny               | 2011                 | 2012                 | 2013                 | 2014                 | 2015                 | 2016                 | 2017                 | 2018                 | 2019                 | 2020                 |
| Párizs–Nizza          | –                    | –                    | 15                   | –                    | –                    | –                    | –                    | –                    | 2                    | 6                    |
| Tirreno–Adriatico     | –                    | –                    | –                    | 2                    | 1                    | —                    | 1                    | –                    | –                    | –                    |
| Katalán körverseny    | 103                  | 26                   | 4                    | 5                    | –                    | 1                    | –                    | 2                    | 4                    | ×                    |
| Baszk körverseny      | –                    | –                    | 1                    | –                    | 4                    | 3                    | –                    | 5                    | –                    | ×                    |
| Tour de Romandie      | –                    | –                    | –                    | –                    | 8                    | 1                    | –                    | –                    | –                    | ×                    |
| Critérium du Dauphiné | –                    | 38                   | –                    | –                    | –                    | –                    | –                    | –                    | 9                    | Ki                   |
| Tour de Suisse        | –                    | –                    | –                    | –                    | –                    | –                    | –                    | 3                    | –                    | ×                    |